# Willem de Famars Testas

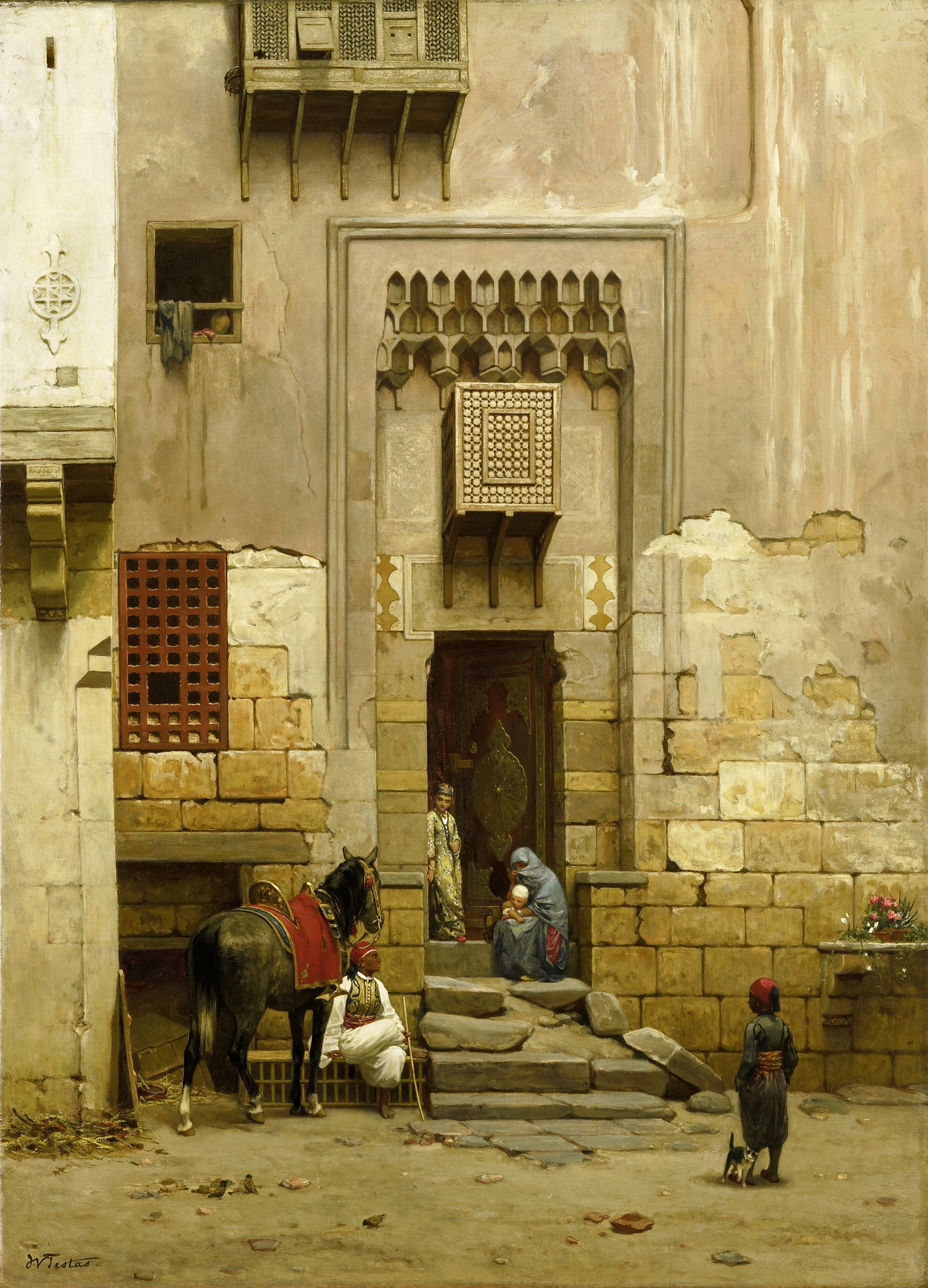
Willem de Famars Testas, Patio de una casa cairota, Rijksmuseum, Ámsterdam.

Willem de Famars Testas (Utrecht, 30 de agosto de 1834-Arnhem, 24 de marzo de 1896) fue un pintor neerlandés, especializado en paisajes orientales.
Nació en el seno de una familia acomodada. Fue alumno de Jacobus Everhardus Josephus van den Berg y estudió en la Akademie van beeldende kunsten de La Haya entre 1853 y 1854. Visitó Egipto en 1858-1860, como miembro de la expedición dirigida por el explorador y arqueólogo francés Émile Prisse d'Avesnes, del que era pariente lejano. Después se instaló en Bruselas entre 1872 y 1885. Fue miembro de la sociedad artística Schilder- en teekengenootschap Kunstliefde de Utrecht.
Su hija Marie Madelaine de Famars Testas también fue pintora.